# Jared Gomes
Paulo Sergio "Jared" Gomes mais conhecido como Jared Gomes e conhecido também como "M.C.U.D." (MC Underdog) (Fullerton, 29 de fevereiro de 1972) é um rapper norte-americano de origem brasileira conhecido por ser o vocalista da banda Hed PE.